# Macristis geminipunctalis
Macristis geminipunctalis là một loài bướm đêm trong họ Noctuidae.